# شخص ما جديد (أغنية)
«شخصٌ ما جديد» (بالإنجليزية: Someone New، نقحرة: صَموان نيو) أغنية كتبها وأنشدها الفنان الأيرلندي هوزير. صدرت في 11 مايو 2015 كخامس أغنية منفردة في ألبومه التسجيلي الأول هوزير (2014) وحصلت على المرتبة 13 في لائحة الأغاني الأيرلندية المنفردة أثناء ذروتها.

## الأغنية المصورة
الأغنية المصورة المصورة المرافقة لإصدار أغنية «شخص ما جديد» صدرت للمرة الأولى على اليوتيوب في الثاني من مارس 2015 بمدة إجمالية بلغت أربع دقائق وثلاثة ثوانِ. وشارك في الأغنية المصورة الممثلة ناتالي دورمر.

## تاريخ الإصدار
| المنطقة          | التاريخ      | الشكل                    | العلامة التجارية |
| ---------------- | ------------ | ------------------------ | ---------------- |
| المملكة المتحدة  | 11 مايو 2015 | أغاني راديو ضاربة معاصرة |                  |
| الولايات المتحدة | 19 مايو 2015 | راديو روك حديث           | تسجيلات كولومبيا |